# Locomotive SFAI 1404-1407
Le locomotive 1404 ÷ 1407 della SFAI erano una serie di locomotive a vapore a tender separato, di rodiggio B, provenienti dalla trasformazione di due coppie di "Mastodonti dei Giovi".
Le trasformazioni vennero eseguite intorno al 1870, eliminando le casse d'acqua laterali e aggiungendo ad ogni locomotiva un tender proveniente da macchine più vecchie destinate alla demolizione. In questo modo le locotender doppie d'origine divennero locomotive a tender separato, utilizzabili singolarmente.
Nel 1885, alla creazione delle grandi reti nazionali, le macchine passarono alla Rete Mediterranea, dove presero i numeri da 5102 a 5105; nel 1905, alla statalizzazione delle ferrovie, era ancora esistente l'unità 5103, che venne classificata dalle Ferrovie dello Stato nel gruppo 800, con numero 8002 (l'unità 8001 era una macchina completamente diversa), e radiata dopo pochi anni.